# توم مارتن (كاتب)
توم مارتن (بالإنجليزية: Tom Martin)‏ هو كاتب سيناريو أمريكي، ولد في 29 يوليو 1964 في شيكاغو في الولايات المتحدة.

## وصلات خارجية
- توم مارتن على موقع IMDb (الإنجليزية)
- توم مارتن على موقع ألو سيني (الفرنسية)
- توم مارتن على موقع أول موفي (الإنجليزية)
- توم مارتن على موقع ديسكوغز (الإنجليزية)
- توم مارتن على موقع قاعدة بيانات الفيلم (الإنجليزية)
- توم مارتن على موقع كينوبويسك (الروسية)